# 이라영
이라영(?~)은 대한민국의 예술사회학자다. 프랑스에서는 예술사회학을 수학했고 미국에서는 인권운동에 참여했으며 대한민국에서는 저술활동에 집중했다.

## 저서
- 《여자 사람, 사람》(전자책). 아이쿱협동조합연구소. 2013년. ISBN 4801185221008
- 《환대받을 권리, 환대할 용기》. 동녘. 2016년. ISBN 9788972977568
- 《진짜 페미니스트는 없다》. 동녘. 2018년. ISBN 9788972979180[2]
- 《타락한 저항》. 교유서가. 2019년. ISBN 9788954655729[3]
- 《정치적인 식탁》. 동녘. 2019년. ISBN 9788972979456